# 大分県立玖珠美山高等学校
大分県立玖珠美山高等学校（おおいたけんりつ くすみやまこうとうがっこう）は、大分県玖珠郡玖珠町にある全日制の公立高等学校である。
大分県立玖珠農業高等学校と大分県立森高等学校とを統合して2015年（平成27年）4月に開校した。玖珠農業高校の敷地に設けられている。

## 概観

### 設置学科
- 普通科[3]　- 120名[4]
- 地域産業科[3] - 農業系の学科　- 40名[4]
  - 野菜、畜産、食品製造の分野から一つ選択して学習を行う[4]。

総合選択制を導入している。6単位程度互いの学科の授業を選択することが可能である。進学のための科目のほか、商業に関する科目なども開講される。

### 校訓
- 自立・創造・協同

### 運営
高等学校では珍しいコミュニティスクールで運営されている。小・中・高12か年一貫したコミュニティスクールの体制が整った。地域唯一の高校として地域が運営を行う。

## 沿革

### 略歴
2008年（平成20年）8月27日に大分県教育委員会が公表した高校改革推進計画の「後期再編整備計画」において、玖珠農業高校と森高校とを統合し、2015年（平成27年）に前者の校地に新たな高校を設けることが決定した。
本校の名称は、「玖珠美山」、「玖珠」、「玖珠未来」の3案から選定された。
本校の開校により、玖珠農業高校及び森高校の在校生は本校に転校することとなり、両校は2015年3月に閉校した。

### 年表
- 2008年（平成20年）
  - 1月9日 - 大分県教育委員会が「後期再編整備計画」の検討素案を公表。玖珠農業高校と森高校を統合する案が示された。
  - 8月27日 - 大分県教育委員会が「後期再編整備計画」を公表。玖珠農業高校と森高校の統合が決定。
- 2014年（平成26年）
  - 4月28日〜5月31日 - 校名公募。
  - 7月29日 - 大分県教育庁が校名候補を「大分県立玖珠美山高等学校」としたことを発表[11]。
  - 10月1日 - 玖珠美山高校設置[12]。
- 2015年（平成27年）
  - 4月1日 - 開校。
  - 4月9日 - 開校式と第1回入学式を開催[2][3][13]。

## 基礎データ

### 所在地
- 大分県玖珠郡玖珠町大字帆足160番地

### 象徴

#### スクールカラー
「ライトグリーン」

#### 校章
- 玖珠町を代表する伐株山と九重町の町花であるミヤマキリシマを図案化したもの[3][14]。